# Olympische Sommerspiele 1996/Teilnehmer (Mosambik)
| Gelbes Symbol für Goldmedaillen mit stilisierten Olympischen Ringen | Graues Symbol für Silbermedaillen mit stilisierten Olympischen Ringen | Braundes Symbol für Bronzemedaillen mit stilisierten Olympischen Ringen |
| ------------------------------------------------------------------- | --------------------------------------------------------------------- | ----------------------------------------------------------------------- |
| —                                                                   | —                                                                     | 1                                                                       |

Mosambik nahm an den Olympischen Sommerspielen 1996 in Atlanta, USA, mit einer Delegation von drei Sportlern (zwei Männer und eine Frau) teil.

## Medaillengewinner
Mit einer gewonnenen Bronzemedaille belegte das Team Mosambiks Platz 71 im Medaillenspiegel.

### Bronze
- Maria Mutola: Leichtathletik, Frauen, 800 Meter

## Teilnehmer nach Sportarten

### Boxen
- Lucas Sinoia
Weltergewicht: 17. Platz

### Leichtathletik
- Maria Mutola
Frauen, 800 Meter: Bronze

### Schwimmen
- Leandro Jorge
100 Meter Rücken: 48. Platz